# Lâu đài Seeburg

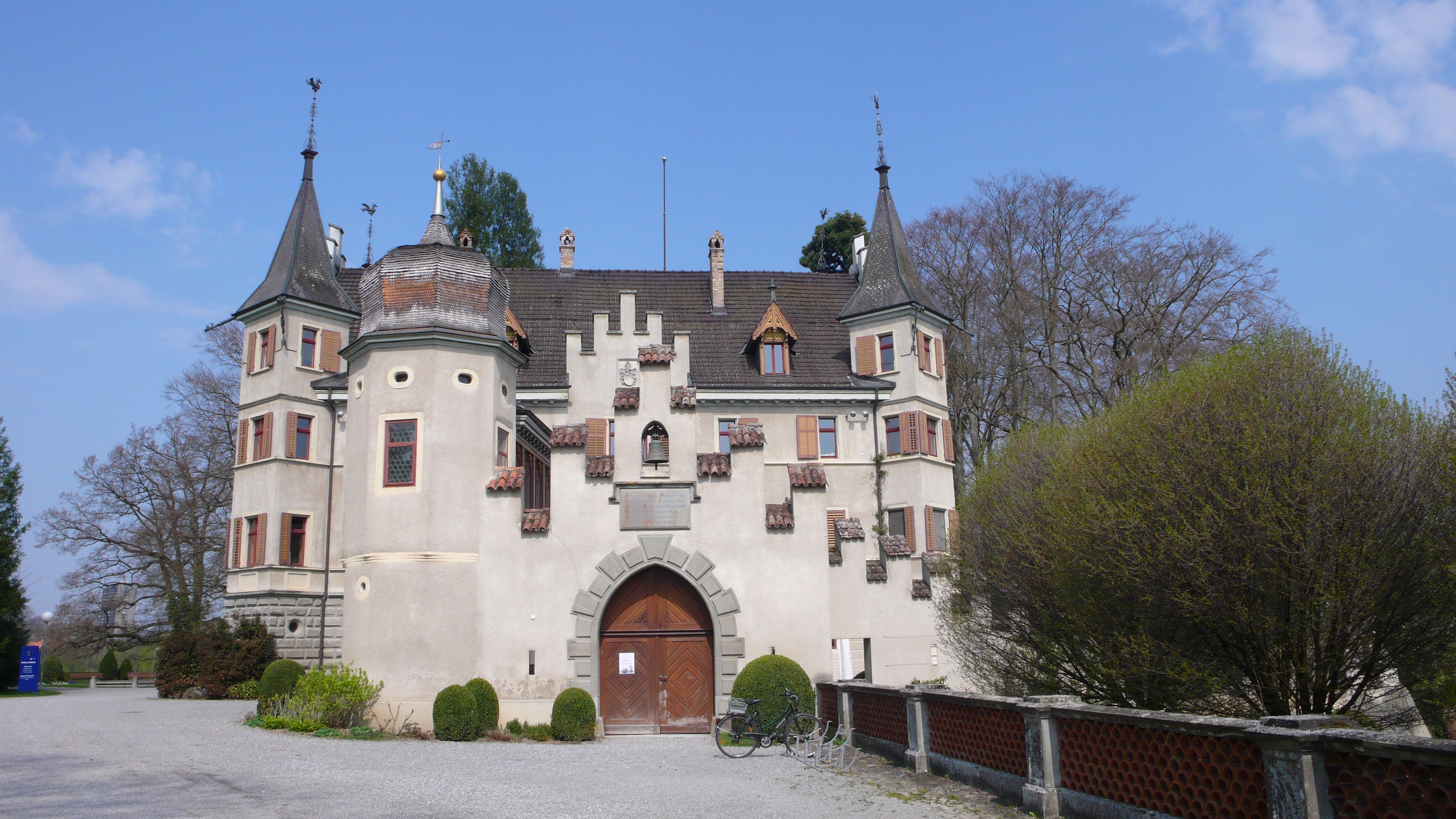
Lâu đài Seeburg

Lâu đài Seeburg là một lâu đài ở đô thị Kreuzlingen thuộc bang Thurgau của Thụy Sĩ. Đây là một di sản có ý nghĩa quốc gia của Thụy Sĩ.